# Mark Babic
Mark Babic (24 de abril de 1973) é um ex-futebolista profissional australiano, atuava como defensor.

## Carreira
Mark Babic representou a Seleção Australiana de Futebol, nas Olimpíadas de 1996.